# (400304) 2007 TB150
(400304) 2007 TB150 es un asteroide perteneciente al cinturón de asteroides, descubierto el 9 de octubre de 2007 por el equipo del Lincoln Near-Earth Asteroid Research desde el Laboratorio Lincoln, Socorro, Nuevo México, Estados Unidos.

## Designación y nombre
Designado provisionalmente como 2007 TB150.

## Características orbitales
2007 TB150 está situado a una distancia media del Sol de 2,372 ua, pudiendo alejarse hasta 2,928 ua y acercarse hasta 1,817 ua. Su excentricidad es 0,234 y la inclinación orbital 3,908 grados. Emplea 1334,95 días en completar una órbita alrededor del Sol.

## Características físicas
La magnitud absoluta de 2007 TB150 es 17,4.